# Пальмоцветные
Пальмоцве́тные (лат. Arecáles) — по современной классификации APG IV порядок цветковых растений, включающий 2 семейства, 185 родов и 2 602 ботанических видов. Порядок входит в дочернюю кладу Коммелиниды клады Монокоты, входящей в кладу Цветковые растения.

## Описание
Моноподиальные растения, обычно маловетвящиеся, часто с хорошо развитым древесным стволом, массивными черешковыми листьями и крупными семенами.

## Классификация
Порядок выделяется в течение нескольких последних десятилетий, ранее (например, в системе Энглера (1909) и системе Кубицкого) принятое имя для порядка, включавшего растения, ныне относящиеся к порядку Arecales, было Principes.
Система APG II 2003 года описывает порядок и помещает его в кладу коммелиниды класса однодольные, используя следующие понятия:
- порядок Arecales
семейство Arecaceae, альтернативное название Palmae

Данное положение зафиксировано в научной классификации согласно системе APG 1998 года, хотя в ней и использовался вариант «коммелиноиды» вместо «коммелиниды».
Система Кронквиста, опубликованная в 1981 году аналогична в отношении семейства и порядка, однако относит порядок к подклассу Arecidae класса Liliopsida.
А.Л.Тахтаджян (1987) также относит к этому порядку единственное семейство Arecaceae, но дополнительно в рамках подкласса Arecidae выделяет надпорядок Arecanae (с единственным этим порядком).
Система Торна, опубликованная в 1992 году и система Дальгрена аналогична в отношении семейства и порядка, однако относит надпорядок Arecanae к подклассу Liliidae.
По современной классификации APG IV порядок Пальмоцветные включает 2 семейства, 185 родов и 2 602 ботанических видов:
- Семейство Пальмовые (Arecaceae) - 181 род, 2 582 вида
- Семейство Дазипогоновые (Dasypogonaceae) - 4 рода, 20 видов

### Таксономическое положение[1]
- Arecales Bromhead, 1840, Mag. Nat. Hist. 4: 333

Порядок Пальмоцветные включается в дочернюю кладу Коммелиниды клады Монокоты, входящей в кладу Цветковые растения. Кладограмма в соответствии с Системой APG IV:
|  |                          |  |                                   | порядок Пальмоцветные |  | 2 семейства |  | 185 родов |  | 2 602 видов |
|  |                          |  |                                   | порядок Пальмоцветные |  | 2 семейства |  | 185 родов |  | 2 602 видов |
|  | клада Цветковые растения |  |                                   |                       |  |             |  |           |  |             |
|  |                          |  |                                   |                       |  |             |  |           |  |             |
|  |                          |  | ещё 63 порядка цветковых растений |                       |  |             |  |           |  |             |
|  |                          |  |                                   |                       |  |             |  |           |  |             |